# Stichorkis viridiflora
Stichorkis viridiflora là một loài thực vật có hoa trong họ Lan. Loài này được (Blume) Marg., Szlach. & Kulak mô tả khoa học đầu tiên năm 2008.